# 陈东原
陈东原（1902年—1978年），又名世棻、春野，安徽合肥人，教育史家。

## 生平
1929年毕业于北京大学教育系。后历任安徽省教育厅督学、安徽大学讲师、安徽省立图书馆馆长等，1935年留学美国密歇根大学教育学院，1936年入哥伦比亚大学师范学院，1937年获教育学硕士学位，回国，任安徽省教育厅督学，后任省立安徽大学教授。1948年任国立师范学院院長。1951年任川东教育学院教授。1956年调任西南师范学院教育系教授。

## 著作
著有《中国妇女生活史》、《中国科举时代之教育》、《郑板桥评传》、《中国教育新论》、《中国古代教育》、《群众心理ABC》、《中国教育史》等。